# 太子城 (仁嘉隆)
太子城是马来西亚雪兰莪州瓜拉冷岳县东北边界的一个新兴城镇。太子城由马来西亚房地发展商林木生集团于2003年开发，是一个占地超过850英畝（3.4平方）的综合城镇项目，距离县府万津市区约26公里，雪兰莪州首府莎亚南约21公里，首都吉隆坡市中心则约37公里。太子城按邮政编码则是属于仁嘉隆区，但地理位置实际上位于蒲种西南部，距离西侧的雪邦县也仅一线之遥。太子城因其位于两个高速公路的交汇处而迎来迅速发展，可通过高速公路前往梳邦再也UEP区（USJ）、布特拉高原、哥打哥文宁、布城、赛城和莎亚南等地。
该城镇在完成6,000个单位后，估计拥有约2万名居民居住，设有各式住宅如平房和公寓、学校、商业区、公园和其他便利设施。截至2019年，太子城共有13,000个住房单位，估计人口已达到65,000人。太子城由瓜拉冷岳市议会管辖，属于第七区。私立医科大学玛莎大学的总校区也位于此城镇，占地面积约48英畝（0.19平方）。

## 历史
太子城的发展历史可以追溯到2003年，当时该城镇正式推出第一期发展，以中低成本的住宅和商铺项目为主，为临近居民提供实惠的居住和商业单位。随着城镇的发展，太子城于2009年继续扩张，推出了城市型的单层和双层住宅项目，并建设了绍嘉娜商业园以满足新增居民的需求。在2010年，太子城推出了绍嘉娜布特拉大道，这是一个以中高端联排别墅和半独立式房屋组成的围篱住宅项目。2012年，太子城推出了皇家象牙2和皇家花园项目，为居民提供多样化的住房选择。除了住宅项目，太子城还着重发展了教育和医疗设施。2012年，马来西亚卫生科学学院（MAHSA，即玛莎大学）宣布在太子城开设新的大学校园，为学生提供优质的教育资源。同样在2012年，太子城推出了首个公寓项目 - 绍嘉娜布特拉空中公园，这是一个24层的服务式公寓，配备了便利的零售设施。到了2017年，太子城推出了BSP Village，为居民提供更多的商业和休闲设施。2018年，发展总值达14亿令吉的太子城BSP21服务式公寓的首期公寓竣工，该项目共分为4期发展，最终将有10座公寓。随着城镇的不断壮大，2019年太子城正式兴建衔接南巴生谷大道和南北大道第二中环衔接大道的高架天桥，使太子城可更加便捷地前往邻近地区，免受塞车之苦。在2020年，太子城清真寺开始动工，为穆斯林居民提供祈祷场所。2022年，太子城国民中学和BSP Arcadia公寓相继竣工，为居民带来更多教育和住宅选择。随着更多项目的计划和建设，太子城将继续成为一个繁荣兴旺的社区，为居民提供丰富多样的生活体验。

## 交通

### 公路
太子城可通过南巴生谷大道的太子城交通枢纽出入口抵达，同时南北大道第二中环衔接大道也在北边设有交通枢纽出入口。目前唯一前往该城镇的无收费道路为林峇尤镇的峇尤道（Persiaran Bayu），该道路与作为莎亚南和巴生市边界的哥本路相连。也因太子城位于两条收费高速公路的交汇处，因此当车辆从任意一条道路驶出收费站，皆会经过太子城交通圈，当地也缺乏免收费的替代道路前往吉隆坡和八打灵再也。这使当地交通圈长期面对交通拥堵的情况。2019年，雪兰莪州政府正式拨款近6000万令吉兴建衔接两条高速公路的太子城高架天桥，以解决当地的塞车情况，预计在2023年12月竣工。

## 政治
太子城属于瓜拉冷岳市议会，该议席在马来西亚下议院的代表为来自国民联盟伊斯兰党的阿末尤努斯。
同时，太子城属于昔江港州议席，该议席在雪兰莪州议会的代表为来自国民联盟伊斯兰党的阿末尤努斯。